# Telamona
Telamona är ett släkte av insekter. Telamona ingår i familjen hornstritar.

## Dottertaxa tillTelamona, i alfabetisk ordning[1]
- Telamona agrandata
- Telamona ampelopsidis
- Telamona archboldi
- Telamona balli
- Telamona barbata
- Telamona calva
- Telamona celsa
- Telamona collina
- Telamona compacta
- Telamona concava
- Telamona coronata
- Telamona decorata
- Telamona dorana
- Telamona dubiosa
- Telamona extrema
- Telamona gibbera
- Telamona lugubris
- Telamona maculata
- Telamona monticola
- Telamona reclivata
- Telamona ruficarinata
- Telamona salvini
- Telamona spreta
- Telamona tarda
- Telamona tiliae
- Telamona tristis
- Telamona unicolor
- Telamona westcotti
- Telamona vestita
- Telamona woodruffi